# Janicsák István
Janicsák István (Gyál, 1953. október 19. –) magyar előadóművész, zenész, dalszövegíró. Janicsák Veca énekesnő apja.

## Életpályája
Janicsák István és Nagy Mária gyermekeként született.
Írónak készült, novellákat, verseket publikált. Dolgozott korábban mint kazánfűtő és lakatos, majd katonai szolgálatot teljesített, ezen idő alatt egy Fityfiritty nevű zenekar frontembere volt. Hátgerincsérüléssel tért vissza és két műtétet követően leszázalékolták. Rokkantnyugdíja kiegészítése gyanánt ment színházba dolgozni. Ezáltal művészek közé került, s így került sor arra, hogy a Locomotiv GT hangmérnöke segítségével készítettek a Faképnél történő hagyás demófelvételét. A felvételt bevitték Victor Mátéhoz, a Magyar Rádió zenei rendezőjéhez, ami bekerült Módos Péter műsorába.
1986 óta a Z’Zi Labor együttes vezetője, valamint a dalszövegek szerzője.

## Könyvei
- Zizi bolygó titka (1985)
- Zizi űrbázis jelentkezik (1988)
- Csillagszemű robotok (1988)
- Z'zi labor fehéren–feketén (próza, 1987)
- Kalapvásár (gyermekvers-antológia, 1987)
- Betlehemi csillag (bibliai zenejáték, 1989)
- Ördögfiókák (gyermekversek, 1990)
- Vigyázat, varázslat (gyermekmusical, 1991)
- Macskazenekar (1998)
- Versvirágok (versek, duettek Apáti Miklóssal; Janicsák Viktor virágfotóival, 2007)
- Szerelem, nagyon hijányzol avagy Kis magyar etnográcia. Laborfalvi Dzsúlia életírása. Zeneirodalmi kisremény; Jaffa, Bp., 2008

## Lemezei
- Faképnél történő hagyás (1986)
- Popmenyecskék (1987)
- Ártatlan bájos férfiak (1988)
- Naiv Rock (1989)
- Anita I. (1989)
- Mért legyek jó? (1991)
- Hirdessen Europlakáton (1991)
- Hozsanna. Karácsonyi énekek (1991)
- Csókolj homlokon (1994)
- Anita exkluzív (1994)

## Díjai
- Ifjúsági Díj (1987)